# Cena Kościelských
Cena Kościelských (polsky Nagroda Fundacji im. Kościelskich) je polské literární ocenění, založené v roce 1959 Monikou Kościelskou, vdovou po nakladateli a básníku Władysławu Augustu Kościelském. Cena byla poprvé udělena roku 1962. Každoročně jsou vybráni a oceněni nejlepší polskojazyční spisovatelé pod 40 let věku. Počet vyznamenaných laureátů není pevně stanoven.

## Laureáti ceny (1962–)

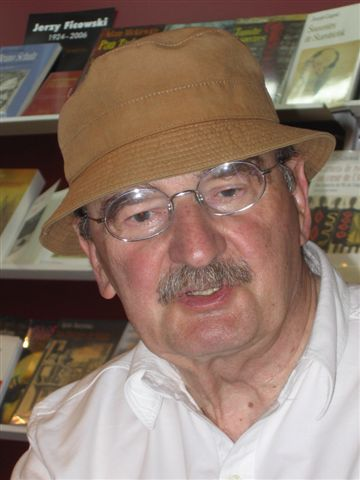
Polský spisovatel Sławomir Mrożek

- Polský spisovatel Sławomir Mrożek1962: Andrzej Brycht, Andrzej Busza, Sławomir Mrożek, Jan Rostworowski
- 1963: Zbigniew Herbert, Zygmunt Kubiak, Jan Winczakiewicz
- 1964: Bogdan Czaykowski, Wiesław Dymny, Tadeusz Konwicki, Zofia Romanowiczowa, Bogdan Wojdowski
- 1965: Tadeusz Chabrowski, Andrzej Kijowski, Marian Ośniałowski, Wiktor Woroszylski
- 1966: Henryk Grynberg, Gustaw Herling-Grudziński, Włodzimierz Odojewski
- 1967: Jarosław Abramow-Newerly, Tadeusz Nowak, Jarosław Marek Rymkiewicz
- 1968: Jan Błoński, Konstanty Jeleński, Marek Nowakowski, Ryszard Przybylski, Marek Skwarnicki
- 1969: Jan Darowski, Urszula Kozioł, Jerzy Kwiatkowski, Mieczysław Paszkiewicz, Alina Witkowska
- 1970: Jerzy Gierałtowski, Janina Kowalska, Kazimierz Orłoś
- 1971: Bohdan Cywiński, Adam Czerniawski, Jerzy Harasymowicz, Zygmunt Haupt, Wacław Iwaniuk, Zbigniew Żakiewicz

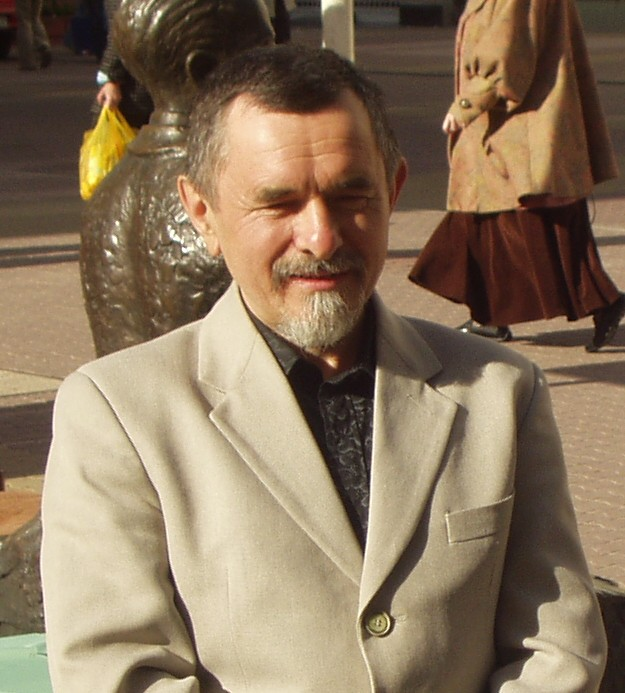
Polský básník Józef Baran

- Polský básník Józef Baran1972: Stanisław Barańczak, Bonifacy Miązek, Edward Stachura, Władysław Lech Terlecki
- 1973: Tomasz Burek, Janusz Artur Ihnatowicz, Ewa Lipska, Alicja Lisiecka
- 1974: Jerzy Wojciech Borejsza, Alicja Iwańska, Edward Redliński
- 1975: Wojciech Karpiński, Julian Kornhauser, Marcin Król, Paweł Łysek, Adam Zagajewski
- 1976: Bolesław Kobrzyński, Ryszard Krynicki, Bogdan Madej, Joanna Pollakówna
- 1977: Ewa Bieńkowska, Maciej Broński, Małgorzata Szpakowska, Bolesław Taborski
- 1978: Piotr Wojciechowski
- 1979: Jerzy Mirewicz
- 1980: Józef Baran, Jerzy Pluta, Janusz Węgiełek
- 1981: Janusz Anderman, Krzysztof Dybciak, Anna Frajlich-Zając, Jan Komolka
- Polská spisovatelka Jolanta StefkoPolský básník a literární kritik Tadeusz Dąbrowski1982: cena nebyla udělena

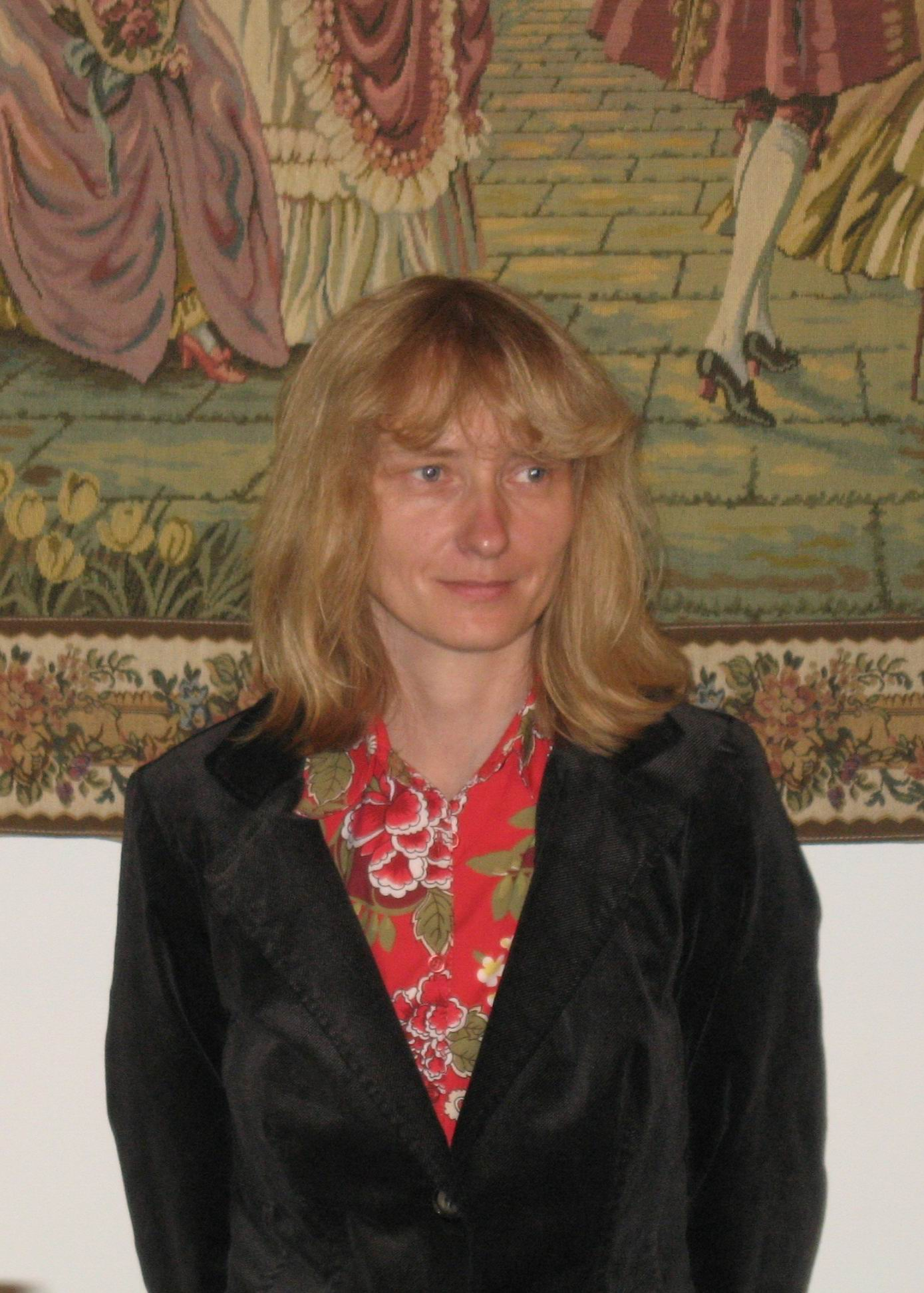
Polská spisovatelka Jolanta Stefko

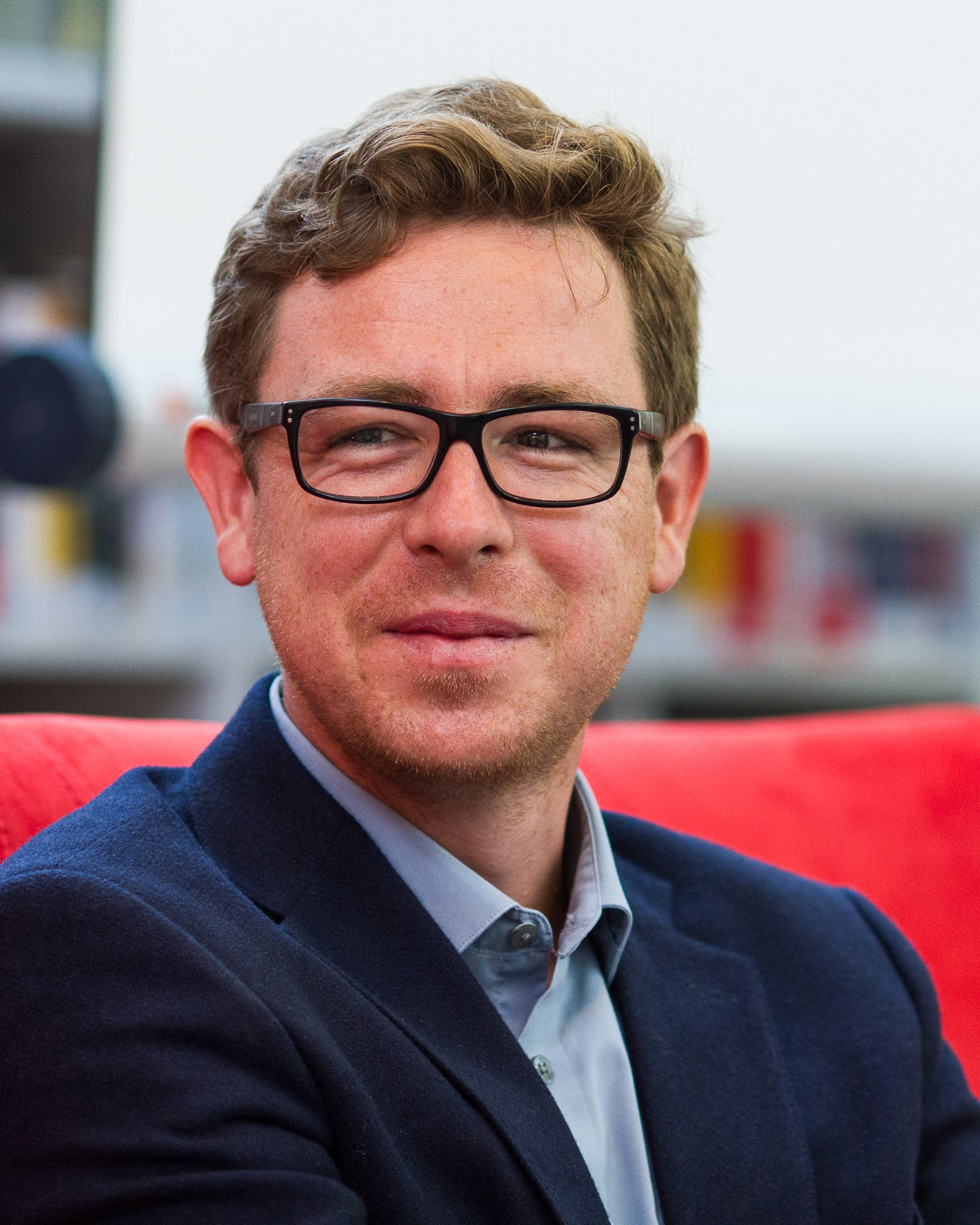
Polský básník a literární kritik Tadeusz Dąbrowski

- 1983: Stefan Chwin, Jan Góra, Antoni Pawlak, Jan Polkowski, Stanisław Rosiek
- 1984: Bronisław Maj, Tadeusz Korzeniewski
- 1985: Jerzy Jarzębski
- 1986: Tomasz Jastrun, Adam Michnik, Leszek Szaruga
- 1987: cena nebyla udělena
- 1988: Paweł Huelle, Piotr Sommer
- 1989: Włodzimierz Bolecki, Jerzy Pilch, Krzysztof Rutkowski
- 1990: Grzegorz Musiał, Bronisław Wildstein, Marek Zaleski
- 1990: Wisława Szymborska
- 1991: Andrzej Bart, Marian Stala
- 1992: Krzysztof Myszkowski
- 1992: Aleksandra Olędzka-Frybesowa
- 1993: Marzanna Bogumiła Kielar, Artur Szlosarek
- 1994: Maciej Niemiec, Tadeusz Słobodzianek, Marek Wojdyło
- 1995: Magdalena Tulli, Andrzej Stasiuk
- 1996: Jacek Baczak, Marcin Świetlicki
- 1997: Olga Tokarczuková, Andrzej Sosnowski
- 1998: Przemysław Czapliński, Jacek Podsiadło
- 1999: Adam Wiedemann, Arkadiusz Pacholski
- 2000: Michał Paweł Markowski, Wojciech Wencel
- 2001: Jerzy Sosnowski
- 2002: Olga Stanisławska
- 2003: Dawid Bieńkowski
- 2004: Tomasz Różycki
- 2005: Jacek Dehnel
- 2006: Jolanta Stefková
- 2007: Mikołaj Łoziński
- 2008: Jacek Dukaj
- 2009: Tadeusz Dąbrowski
- 2010: Marcin Kurek
- 2011: Andrzej Franaszek
- 2012: Andrzej Dybczak
- 2013: Krystyna Dąbrowska
- 2014: Krzysztof Siwczyk
- 2015: Szczepan Twardoch
- 2016: Maciej Płaza
- 2017: Urszula Zajączkowska
- 2018: Joanna Czeczottová
- 2019: Aldona Kopkiewiczová
- 2020: Małgorzata Rejmerová
- 2021: Jan Baron
- 2022: Bartosz Sadulski